# 亞馬遜河布瓊麗魚
亞馬遜河布瓊麗魚，為輻鰭魚綱鱸形目隆頭魚亞目慈鯛科的其中一種，分布於南美洲亞馬遜河支流的Ucayali河流域，體長可達7.7公分，棲息在水質清澈深色水域，生活習性不明。

## 擴展閱讀
維基物種上的相關：亞馬遜河布瓊麗魚